# Света Петка (Трап)
Вижте пояснителната страница за други значения на Света Петка.
„Света Петка“ (на македонска литературна норма: „Света Петка“) е възрожденска православна църква в битолското село Трап, Северна Македония. Църквата е под управлението на Преспанско-Пелагонийската епархия на Македонската православна църква.
Църквата е гробищен храм, разположен на 2 km западно от селото. Изградена е в 1830 година. Църквата пострадва през Първата световна война и след войната е обновена. Отново е обновена в 90-те години на XX век.
В двора на храма има мраморни сполии - две мраморни плочи, надгробна стела, вградена в основите на църквата, мраморен стълб и други.